# Cuchilla del Bizcocho
Die Cuchilla del Bizcocho ist eine Hügelkette in Uruguay.
Die Hügelkette befindet sich auf dem Gebiet des Departamentos Soriano. Sie zieht sich von ihrem Ursprung in der Cuchilla San Salvador nahe Cardona als Verlängerung der das Einzugsgebiet des Río Negro nach Süden hin begrenzenden Cuchilla Grande de Santo Domingo in nordwestliche Richtung. Dort endet sie im Gebiet der Sümpfe des Rincón de la Higuera, einem Nebenarm des Río Negro.